# Fateless
Fateless es el quinto álbum de estudio de la banda japonesa de post-hardcore Coldrain, que fue lanzado el 11 de octubre de 2017 a través de sello discográfica Warner Music Japan.
Fateless es el primer álbum de Coldrain que se lanza bajo el sello de Warner Music Japan, luego de dejar Hopeless Records a finales de 2016, y también el primero que no se lanza bajo el sello japonés VAP. Este sería el seguimiento desde Vena (2015), y sería su segundo álbum con mayor ranking en la lista de álbumes de Oricon, debutando y alcanzando el puesto número 8, solo detrás de The Revelation (2013), que alcanzó el puesto 7.

## Composición
El álbum Fateless ha sido descrito por la crítica como post-hardcore, metalcore, metal alternativo, rock alternativo, y hard rock.

## Lista de canciones
Todas las letras escritas por Masato Hayakawa, toda la música compuesta por Masato Hayakawa y Ryo Yokochi, excepto cuando se indique lo contrario.

| N.º | Título                                   | Duración |  |
| 1.  | «Envy»                                   | 3:51     |  |
| 2.  | «Feed the Fire»                          | 3:56     |  |
| 3.  | «Lost in Faith»                          | 3:26     |  |
| 4.  | «Bury Me»                                | 3:54     |  |
| 5.  | «R.I.P.»                                 | 4:02     |  |
| 6.  | «Inside Out»                             | 3:32     |  |
| 7.  | «Stay»                                   | 3:41     |  |
| 8.  | «Colorblind»                             | 3:37     |  |
| 9.  | «F.T.T.T» (For the Thousandth Time)      | 3:34     |  |
| 10. | «Uninvited» (cover de Alanis Morissette) | 4:31     |  |
| 11. | «Aftermath»                              | 3:51     |  |
| 12. | «A Decade in the Rain»                   | 4:09     |  |

## Personal
Coldrain
- Masato Hayakawa – Voz principal, letras
- Ryo Yokochi - guitarra principal, composición
- Kazuya Sugiyama – Guitarra rítmica
- Ryo Shimizu - Bajo
- Katsuma Minatani - batería